# Bhikkhuni
Una bhikkhunī (pāli) o bhikṣuṇī (sánscrito) es una monja totalmente ordenada budista. Los monjes varones son llamados bhikkhus. Tanto las bhikkhunis como los bhikkhus viven según el vinaya cuyas reglas básicas se llaman patimokkha. Hasta hace poco, las órdenes de monjas sólo permanecían en el budismo Mahāyāna y, por lo tanto, prevalecían en países como China, Corea, Taiwán y Vietnam, pero unas pocas mujeres volvieron a hacer los votos monásticos completos en las escuelas Theravada y Vajrayāna desde la última década del siglo XX. Desde una perspectiva conservadora theravada, ninguna de las ordenaciones bhikkuni contemporáneas son válidas.
En el budismo, queda claro que las mujeres son tan capaces de alcanzar el nirvana como los hombres. Según las escrituras budistas, la orden de bhikkhunis fue creada por primera vez por Buda a petición específica de su tía y madre adoptiva Mahapajapati Gotami, que se convirtió en la primera bhikkhuni ordenada. Una obra famosa de las primeras escuelas budistas es la Therigatha, una colección de poemas de monjas mayores sobre la iluminación que se conservó en el Canon Pali.
Las Bhikkhunis están obligadas a tomar votos adicionales, Las ocho Garudhammas, y están subordinadas y dependientes de la orden bhikkhu. En los lugares donde el linaje bhikkhuni ha desaparecido históricamente o se ha extinguido, debido a las dificultades, se han desarrollado formas alternativas de renuncia. En el budismo tibetano, las mujeres toman oficialmente los votos de śrāmaṇerīs (novicia); las mujeres theravada pueden elegir tomar un conjunto informal y limitado de votos similar a los votos históricos de sāmaṇerī, como los Maechi de Tailandia y Thilashin de Birmania.

## Historia
La tradición de la comunidad monástica ordenada (sangha) comenzó con el mismo Buda, quien estableció una orden de Bhikkhus (monjes). Según las escrituras, más tarde, después de una reticencia inicial, también estableció una orden de Bhikkhunis (monjas). Sin embargo, según el relato, Buda no sólo estableció más reglas de disciplina para las bhikkhunis (311 en comparación con las 227 del bhikkhu en la versión Theravada), sino que también les hizo más difícil ser ordenadas, y las hizo subordinadas a los monjes. La orden bhikkhuni se estableció cinco años después de la orden bhikkhu de monjes a petición de un grupo de mujeres cuya portavoz era Mahapajapati Gotami, la tía de Gautama Buda que lo crio después de la muerte de su madre.
La historicidad de este relato ha sido cuestionada, a veces hasta el punto de considerar a las monjas como un invento posterior. Sin embargo, historias, dichos y hechos de un número sustancial de preeminentes discípulas Bikkhunis del budismo primitivo se registran junto a los de bikkhus en muchos puntos del Canon Pali, especialmente en el Therigatha y Theri Apadana, así como en el Anguttara Nikaya y el Bhikkkhuni Samyutta. Además, las antiguas bhikkhunis aparecen en los textos sánscritos de Avadana y en la primera crónica histórica budista de Sri Lanka, la Dipavamsa, que se especula fue escrita por la misma Sangha Bhikkhuni de Sri Lanka.[cita requerida]

## Convertirse en una Bhikkhuni

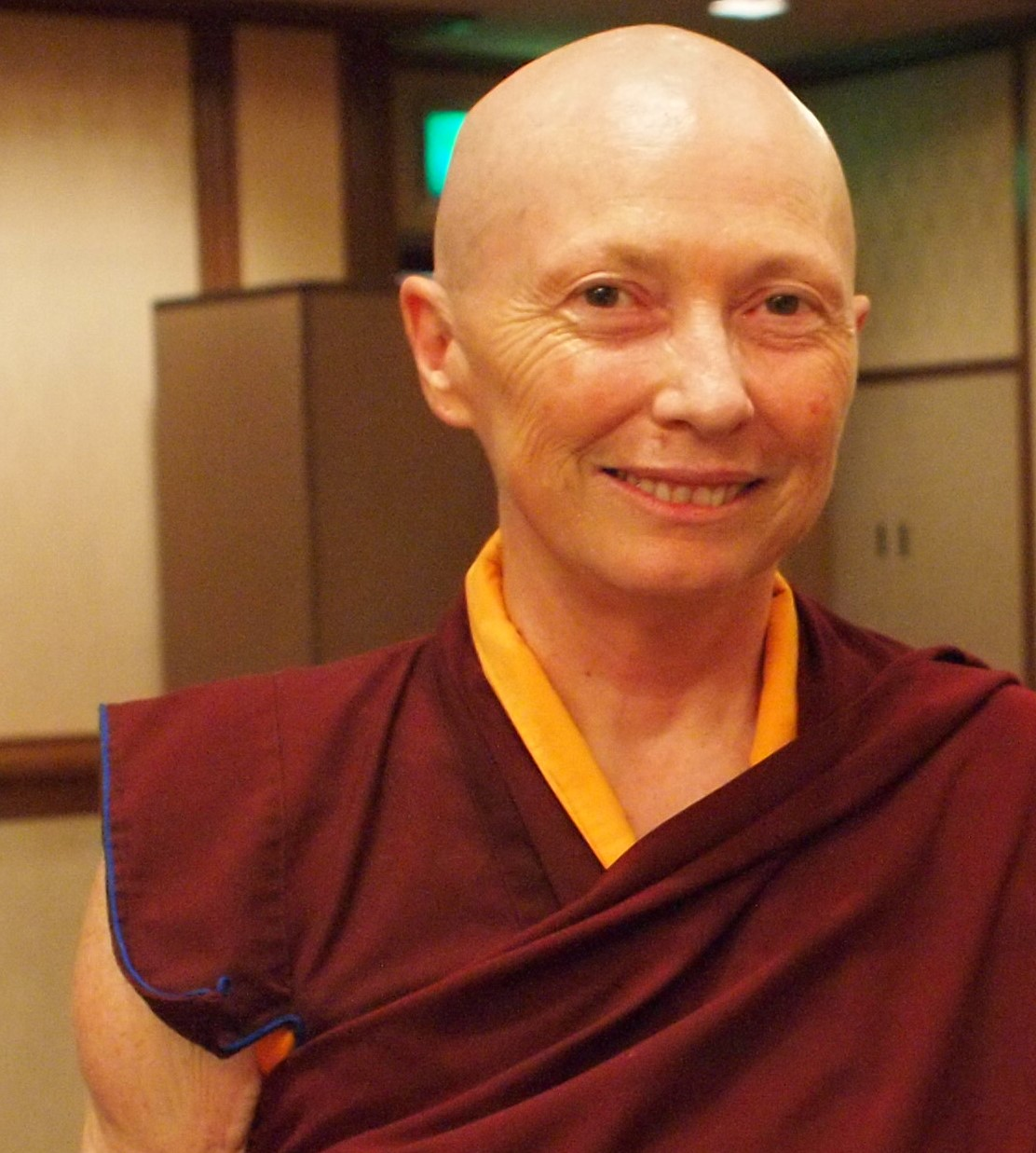
Karma Lekshe Tsomo, monja budista, erudita y activista social.

La ordenación como bhikkhuni se realiza en cuatro pasos. Una laica toma primero Los cinco preceptos y luego entra en el pabbajja (sánscrito: pravrajya) o forma de vida monástica, que incluye rasurarse la cabeza y adoptar la túnica monástica convirtiéndose en śrāmaṇerī o "novicia". Luego se somete a un periodo de prueba de dos años, como siksamana o monja en probación. Este estado no se exige a los monjes y es para garantizar que la candidata no está embarazada. Luego como último paso toma los votos completos de una bhikkhuni, recibiendo una ordenación doble (upasampada), primero de un cuórum de bikkhunis y luego de un cuórum de bikkhus. Las reglas vinaya no explicitan si la segunda ordenación por varones es simplemente para confirmar la ordenación decidida por las bikkhunis o si los monjes tienen la última palabra al respecto.